# エンジェルフライト 国際霊柩送還士
『エンジェルフライト 国際霊柩送還士』（エンジェルフライト こくさいれいきゅうそうかんし）は、ノンフィクション作家・佐々涼子による日本のノンフィクション小説。2012年11月26日に集英社より単行本が刊行されたのち、2014年11月20日に集英社文庫にて文庫化された。
異境の地で亡くなった人の遺体を国境を越えて故国へ送り届ける「国際霊柩送還士」の姿を通し、死のあり方を見つめるノンフィクション作品。
作品で取り上げられている国際霊柩搬送業者エアハース・インターナショナルのシンボルマーク「エンジェルフライト」は、天使が霊柩（棺）を運んでいる図柄で、英語表記は「Angel Freight」。Freightは「積載貨物」「搬送」の意。
書籍並びに配信ドラマのタイトルでも使用されている「エンジェルフライト」「国際霊柩送還」はエアハース・インターナショナルの商標登録である。
第10回（2012年）開高健ノンフィクション賞受賞作。
2023年3月17日からAmazon Prime Videoにて、本作を原作とした配信ドラマが配信。2024年6月よりNHK BSプレミアム4KおよびNHK BS「プレミアムドラマ」枠でも放送された。

## 登場人物

### エアハース・インターナショナル
国際霊柩搬送業者。
木村 利惠（きむら りえ）
代表取締役社長。国際霊柩送還士。
木村 利幸（きむら としゆき）
次期社長候補。国際霊柩送還士・遺体処置・ドライバーを兼務するオールラウンダー。
川﨑 慎太郎（かわさき しんたろう）
入社1年目の社員。
古箭 厚志（ふるや あつし）
ドライバー兼アシスタント。

## 書誌情報
- 佐々涼子『エンジェルフライト 国際霊柩送還士』
  - 単行本：2012年11月26日、集英社、ISBN 978-4-08-781513-9
  - 文庫本：2014年11月20日[4]、集英社文庫、ISBN 978-4-08-745252-5

## 配信ドラマ
2023年3月17日より、Amazon Prime Videoにて配信中。主演は米倉涼子。
『エンジェルフライト』のタイトルで、2024年6月9日からNHK BSプレミアム4KおよびNHK BS「プレミアムドラマ」枠にて放送された。BSでの放送に際しては、プレミアムドラマの放送枠（50分）に合わせられるよう再編集したもの（第5話のみ48分であるのでノーカット版）が放映される。インターネットテレビからの再編集版ではあるが、米倉涼子は『ハルとナツ 届かなかった手紙』（2005年生放送）以来、19年ぶりにNHKで放送される連続ドラマに主演した。
2025年5月3日から6月7日までNHK総合の「土曜ドラマ」枠でも放送された。

### エンジェルハース
国際霊柩送還を執り行う会社。
伊沢那美
演 - 米倉涼子
社長。国際霊柩送還士。
高木凛子
演 - 松本穂香（幼少期：吉田帆乃華、幼児期：永谷咲笑）
新入社員。
柊秀介
演 - 城田優
遺体処置のスペシャリスト。
矢野雄也
演 - 矢本悠馬
若手社員。
松山みのり
演 - 野呂佳代
手続担当。うわさ好き。
田ノ下貢
演 - 徳井優
温厚だが得体の知れない運転手。
柏木史郎
演 - 遠藤憲一
会長。金勘定に厳しい。

### 那美の家族
伊沢航
演 - 織山尚大（少年忍者 / ジャニーズJr.）（幼少期：吉田大駕）
那美の息子。
伊沢海
演 - 鎌田英怜奈（幼少期：藤山千恵梨）
那美の娘。

### その他
足立幸人
演 - 向井理
8年前にキューバでのフェリー沈没事故で亡くなったとされる那美の恋人。
高木塔子
演 - 草刈民代
凜子の母。短い余命の中、思い出の地を辿る世界旅行に出かけ、ボリビアで客死する。
黒崎
演 - 谷田歩（EP.5 - ）
幸人の客死についての情報を知る刑事。

### ゲスト

#### エピソード1
杉原陽平
演 - 葉山奨之（幼少期：岡崎琉旺）
マニラでギャングの抗争に巻き込まれ死亡した日本人。遺体が日本に搬送前に忽然と消える。
杉原辰彦
演 - 杉本哲太
陽平の父。建築家。陽平を勘当していた。
杉原佐千恵
演 - 麻生祐未
陽平の母。
村井隆
演 - 大朏岳優
日本大使館員。
ジェイ
演 - ARIEL EPONDULAN
ギャングのリーダー。
梶原純也
演 - 永岡佑
フィリピンで陽平を一時自分の部屋に住まわせていた。
坪井徹
演 - 嶋田久作
フィリピンで陽平を世話した実業家。
坪井康子
演 - 大沼百合子
徹の妻。
水野圭一
演 - 生島勇輝
フィリピンでの陽平の仲間。陽平はフードデリバリーの会社を始めると言っていたと話す。
斎藤エイミー
演 - STEFANIE ARIANNE
フィリピンで居酒屋勤務時、陽平の同僚だった。
山崎幸一
演 - 前原実
パラオでスキューバダイビング中に死去した男性。
山崎芳子
演 - 高間智子
幸一の妻。
山崎利之
演 - ワニ完才
幸一と同居していた息子。
山崎竜也
演 - 山口岳彦
幸一の息子。一人でパラオに行かせたことに怒る。
偉そうなおじさん
演 - 小林三十朗

#### エピソード2
田所幸一郎
演 - 浅利陽介
政府開発援助の仕事で駐在していたムバダールのホテルでテロに巻き込まれ亡くなる。
田所勲
演 - 平田満
幸一郎の父。突然息子を亡くして呆然とする。
田所絵里
演 - 徳永えり
幸一郎の妻。夫が死去した時には既に臨月の妊婦。
田所裕子
演 - 川島美津子
幸一郎の母。
絵里の母親
演 - 阿部朋子

鎌倉綾
演 - 水上京香
政府開発援助の仕事で駐在していたムバダールのホテルでテロに巻き込まれ亡くなる。
鎌倉悟志、鎌倉さおり
演 - 矢島健一、筒井真理子
遺族。結婚目前の娘の死を信じたくない夫妻。
文也
演 - 辻本祐樹
鎌倉綾の婚約者。
松木源次
演 - 中村育二
政府開発援助の仕事で駐在していたムバダールのホテルでテロに巻き込まれ亡くなる。
松木加奈子
演 - 中村久美
遺族。夫を失い、天涯孤独になった妻。。
遺族
演 - 枝元萌、渡辺慎一郎（役名：下田辰彦）

片岡隆
演 - 阪田マサノブ
外務省職員。
石田雅夫
演 - マギー
ムバダール領事。
助産師、医師
演 - 久遠明日美、中村真知子
田所絵里の担当。
老人
演 - ALEX EASLEY
政府開発援助の仕事で来た日本人に「俺たちの土地を荒らすな」と訴える。

#### エピソード3
吉崎恵
演 - 余貴美子
KPOPアイドル「NCT 127」のコンサートを観るため訪れた韓国で胸部大動脈瘤破裂で客死した邦人女性。神奈川県三浦市で「大衆食堂おかめ」を一人で経営していた。
大波大介
演 - 井上肇（少年期：正垣湊都）
有名大企業「紳士服オーナミ」の社長。ソウル出張中にクモ膜下出血で急死した。
井村将司
演 - 菅原大吉（青年期：青柳弘太、少年期：斎藤汰鷹）
「紳士服オーナミ」の総務部長。柏木にソウルで客死した社長の送還を依頼する。
津田、役名不明
演 - 吉田ウーロン太、山本啓之
「紳士服オーナミ」の社員。
吉崎雅也
演 - 松澤匠（幼少期：田中悠貴）
恵の長男。
吉崎歩美
演 - 大後寿々花（幼少期：高取青依良）
恵の長女。雅也の妹。
パク・テヨン
演 - HYOGI
ソウル中央病院内にある「ハートフル葬儀社」の社員。「エンジェルハース社」と提携している。
職員
演 - SAI HOJIN
金浦空港職員。
女性
演 - 水嶋ミナ
ホテルで大波大介の相手をしていた韓国人女性。
医者
演 - 岡田謙
吉崎恵の担当医。胸の大動脈にこぶが出来てる可能性を伝える。
石橋初江
演 - 草村礼子
「NCT127」のソウル公演のチケットをなくして途方に暮れていた時に吉崎恵に声を掛けられる。
石橋美紀子
演 - 小林綾子
初江の娘。

#### エピソード4
グエン・ティ・スアン
演 - リエン
交通事故死した、縫製工場「トミカワ縫製」で働くベトナム人技能実習生。
上田礼人
演 - 濱津隆之
「トミカワ縫製」でのスアンの元同僚。漫画家志望。彼女の遺体を車ごと奪い、縫製工場の倉庫に立てこもった。
垣内照夫
演 - 近藤芳正
「トミカワ縫製」の工場長。
ハオ
演 - PHAN VIET LIEN
スアンの父。ベトナム在住。
マイ、クック、役名不明
演 - LE BICH PHUONG、PHAM THUY、JAMEL TAGLE
「トミカワ縫製」でのスアンの同僚のベトナム人技能実習生。
従業員
演 - 田山由起
「トミカワ縫製」でのスアンの同僚の日本人従業員。
梶原純子
演 - 高橋由美子
アメリカのグレートキングウッド国立公園で崖下に転落し死亡した梶原誠二郎の妻。
大久保啓介
演 - 竹森千人
アメリカのグレートキングウッド国立公園で崖下に転落し死亡した大久保里美の夫。
警官
演 - 笠兼三
富川警察署の警官。

#### エピソード5
リリー / 遠山ゆり
演 - 松本若菜
モロッコの大富豪・サリムの第三夫人となった邦人女性。裕福な高齢者と結婚し、連続保険金殺人した疑惑を持たれている。
サリム
演 - ESSAM SAAD
モロッコの大富豪。認知症を患っている。
アリ
演 - INGO
在日モロッコ大使館員。
マハ
演 - ATIEH
サリムの第二夫人。
刑事
演 - 工藤颯
黒木の相棒。
記者
演 - 小豆畑雅一、山本栄司
リリーとサリムを取材する記者。
刑事
演 - 小川智弘、都倉彩加
警視庁捜査二課の刑事。リリーが関わった詐欺事件を調べている。
医師
演 - 稲荷卓央（EP.6）
高木塔子の主治医。塔子の余命を凛子に告げる。

#### エピソード6
宇佐美
演 - 飯田基祐
日本から医療支援でボリビアのモコモコに赴任した医師。
宮部孝雄
演 - 山本修夢
塔子の元夫。
医師
演 - 後藤ひろみ
塔子から子供を愛せないと相談される。
元上司
演 - 石塚瑛資
塔子の商社時代の元上司。
戸部幸一
演 - 野間口徹
ボリビアの日本大使館員。
男性スタッフ
演 - BOB WERLEY
ボリビアで宇佐美と共に働くスタッフ。
ホセ
演 - KEVIN LIMJOCO
那美と凛子をアテンドするボリビア人ガイド。

### スタッフ
- 原作 - 佐々涼子『エンジェルフライト 国際霊柩送還士』（集英社文庫）[2]
- 企画 - 小原亜弓
- 脚本 - 古沢良太[2]、香坂隆史[2]
- ライターズルーム - 関えり香、小田康平[41]
- 音楽 - 遠藤浩二[2]
- 監督 - 堀切園健太郎[2]
- 国際霊柩送還監修 - 木村利恵、木村利幸（エアハース・インターナショナル）[42]
- 医療考証・指導 - 冨田泰彦、中澤暁雄
- エンバーミング指導 - 橋爪謙一郎[43]
- 警察指導 - 石坂隆昌
- 英語指導 - 塩屋孔章
- 撮影 - 相馬和典
- 美術 - YANG仁榮[44]
- 照明 - 鈴木岳
- 装飾 - 前田亮、平井浩一
- 録音 - 下元徹
- 編集 - 大畑英亮
- 助監督 - 吉村昌晃
- 制作担当 - 百々勲
- 海外担当 - 春田佳輝
- VFX - オダイッセイ
- 特殊造形 - 藤原カクセイ（ダミーヘッドデザインズ）
- 衣装 - 纐纈春樹
- ヘアメイク - 本田真理子
- キャスティングプロデューサー - 福岡康裕
- ラインプロデューサー - 吉崎秀一
- 制作プロデューサー - 角田朝雄
- プロデューサー - 後藤高久
- 制作会社 - 東映東京撮影所[45]
- 制作・著作 - NHKエンタープライズ[2]

### 配信日程

#### シーズン1
| 配信回      | 配信日        | 放送日        | サブタイトル                   | 脚本     | 配信時間 |
| ----------- | ------------- | ------------- | ------------------------------ | -------- | -------- |
| エピソード1 | 2023年3月17日 | 2024年6月09日 | スラムに散った夢               | 古沢良太 | 59分     |
| エピソード2 | 2023年3月17日 | 6月16日       | テロに打ち砕かれた開発支援     | 香坂隆史 | 59分     |
| エピソード3 | 2023年3月17日 | 6月23日       | 社葬 vs 食堂おかめ             | 古沢良太 | 56分     |
| エピソード4 | 2023年3月17日 | 6月30日       | アニメに憧れたベトナム人実習生 | 香坂隆史 | 57分     |
| エピソード5 | 2023年3月17日 | 7月07日       | 那美vs究極の悪女               | 香坂隆史 | 49分     |
| エピソード6 | 2023年3月17日 | 7月14日       | 母との最期の旅                 | 古沢良太 | 60分     |

| NHK BSプレミアム4K・NHK BS プレミアムドラマ | NHK BSプレミアム4K・NHK BS プレミアムドラマ   | NHK BSプレミアム4K・NHK BS プレミアムドラマ |
| 前番組                                      | 番組名                                        | 次番組                                      |
| ------------------------------------------- | --------------------------------------------- | ------------------------------------------- |
| 老害の人 （2024年5月5日 - 6月2日）          | エンジェルフライト （2024年6月9日 - 7月14日） | 団地のふたり （2024年9月1日 - 11月3日）     |
| NHK総合 土曜ドラマ                          |                                               |                                             |
| 地震のあとで （2025年4月5日 - 4月26日）     | エンジェルフライト （2025年5月3日 - 6月7日）  | ひとりでしにたい （2025年6月21日 - 8月2日） |